# Estació de Blangy-Glisy
L'estació de Blangy-Glisy és una estació ferroviària situada al municipi francès de Blangy-Tronville, a prop de Glisy (al departament del Somme).
És servida pels trens del TER Picardie.
| Provinença | Estació anterior | Línia        | Estació següent    | Destinació    |
| ---------- | ---------------- | ------------ | ------------------ | ------------- |
| Amiens     | Amiens           | TER Picardie | Villers-Brettoneux | Saint-Quentin |
| Amiens     | Amiens           | TER Picardie | Villers-Brettoneux | Reims         |